# Sara Gama
Sara Gama, född den 27 mars 1989 i Trieste, är en italiensk fotbollsspelare (försvarare) som spelar för Juventus och det italienska landslaget. Hon har tidigare representerat bland annat Paris Saint-Germain Féminines och ACF Brescia och har blivit italiensk mästare vid tre tillfällen. Hon representerade Italien som kapten i den landslagstrupp som spelade VM i Frankrike år 2019. Inför turneringen hade hon gjort 6 mål på 111 matcher och var den spelare i det italienska laget som hade gjort flest landskamper.